# Ponta do Ouro
Ponta do Ouro (Ponta) is een klein dorp langs het uiterste zuidwesten van de Mozambikaanse kust, op ongeveer 10 kilometer van de Zuid-Afrikaanse grens (Kosi Bay). Het is een populaire toeristische bestemming voor (Zuid-Afrikaanse) duikers en diepzeehengelaars, en is daarmee vergelijkbaar met Kosi Bay en Sodwana Bay in Zuid-Afrika. Het ligt in subtropisch gebied, met een zeetemperatuur tussen 21 °C (winter) en 28 °C (zomermaanden).
De regio tussen Maputo en Zuid-Afrika is weinig ontwikkeld, zo ook Ponta. Basisvoorzieningen als drinkbaar water, banken ... zijn slecht uitgebouwd. Het dorp is enkel bereikbaar via een 4x4 omwille van de zandwegen, zowel vanuit Maputo als vanuit de grens.